# Banco di Sicilia
Il Banco di Sicilia era uno dei più antichi istituti di credito d'Italia. Dal 1867 al 1926 fu istituto di emissione autonomo. Nel 2007 è confluito in UniCredit.

## Storia

### Fondazione
Il banco viene fondato nel 1849 con l'unificazione della Cassa di Corte di Palermo e della Cassa di Corte di Messina, separatesi dal Banco delle Due Sicilie in seguito ai moti rivoluzionari del 1848-1849, con la denominazione di Banco Regio dei Reali Domini al di là del Faro.
Assume la denominazione attuale nel 1860 in seguito all'unificazione dell'Italia.

### Banco d'emissione
Nel 1867, nell'Italia ormai unificata, viene riconosciuto con legge quale istituto di emissione; sono gli anni (1862-1893) in cui il Banco viene guidato da Emanuele Notarbartolo. Fra il 1873 e il 1893 il Banco fu membro del Consorzio obbligatorio tra gli istituti di emissione.
Nel 1870 il Banco viene autorizzato dal governo all'apertura di nuove filiali, sia in Sicilia (Catania, Agrigento, Trapani, Siracusa e Caltanissetta) sia nella penisola (Napoli, Firenze, Genova e Torino). Successivamente molte altre succursali vennero aperte facendolo divenire uno dei principali istituti creditizi nazionali.
Nell'ambito della neocostituita Banca d'Italia (legge n. 449 del 10 agosto 1893) che unificò l'emissione della moneta, rimase come istituto d'emissione autonomo, insieme al Banco di Napoli. La funzione verrà mantenuta fino alla riforma bancaria del 1926.
Nel primo decennio del ‘900 il Banco si impone in termini di potenza economica attraverso l’istituzione della sezione di credito agrario, entrata in vigore con la legge del 29 marzo 1906, e della Cassa di Risparmio dello stesso Banco, per raccogliere i depositi dei piccoli risparmiatori siciliani.
Dal 1923 la Cassa ha anche la possibilità di estendere la sua attività all’estero, tanto che, di lì a poco viene fondata la “Trust Company Bank of Sicily” a New York.

### Istituto di diritto pubblico
Con la riforma bancaria del 1926, il Banco perde il diritto di emissione, ma ottiene lo statuto di "istituto di credito di diritto pubblico".
Fra il 1927 ed il 1958 videro la luce le sezioni speciali di credito minerario, industriale, fondiario e delle opere pubbliche, che si univano a quella per il credito agrario (istituita nel 1883).
Nel 1967 scoppiò il cosiddetto "scandalo del Banco di Sicilia": venne arrestato il presidente del Banco, Carlo Bazan, con l'accusa di peculato e finì a processo insieme ad altri 27 notabili democristiani e funzionari del Banco imputati delle stesse accuse ma furono tutti assolti.
Il Banco di Sicilia è stato operante negli anni '70 - '80 anche in Europa con le filiali di Londra, Francoforte sul Meno, Copenaghen e Parigi, negli USA a New York e negli Emirati Arabi ad Abu Dhabi.

### Società per azioni
Con la riforma del 1990 diventa una Società per azioni di proprietà dell'omonima fondazione bancaria.
Gli anni novanta saranno segnati da un pesante processo di riorganizzazione e risanamento per liberare l'istituto dall'eccessiva incidenza delle sofferenze bancarie e dagli alti costi d'esercizio. Il Banco viene ricapitalizzato, con un significativo ingresso nel capitale sociale, dalla Regione Siciliana nel 1992 e nel 1997 acquisisce le attività e passività dell'altra banca della Regione, la Cassa centrale di risparmio Vittorio Emanuele per le province siciliane, in liquidazione. Sempre nel 1997 entra nel capitale il Mediocredito Centrale, banca d'investimento allora di proprietà del Ministero del Tesoro.

### La privatizzazione
Con la privatizzazione del Mediocredito nel 1999, il Banco entra nell'orbita della Banca di Roma.
Nel 2002 il gruppo bancario viene riorganizzato: si fondono gli istituti preesistenti dando vita al gruppo Capitalia. Le attività bancarie vengono trasferite al Banco di Sicilia S.p.A., controllato al 100% da Capitalia S.p.A.
La fusione fra Capitalia e UniCredit, diventata operativa dal 1º ottobre 2007, ha portato a una nuova strategia: il nuovo gruppo in Sicilia è stato presente quindi con il marchio Banco di Sicilia, nel quale sono confluiti tutti gli sportelli UniCredit Banca, Banca di Roma e Bipop Carire presenti nell'isola, per un totale di oltre 500 sportelli. A sua volta gli sportelli del Banco di Sicilia presenti al Nord sono stati rimarcati come UniCredit Banca, mentre quelli al Centro e al Sud, eccetto appunto la Sicilia, come Unicredit Banca di Roma.

### L'incorporazione
Dal 1º novembre 2010 il Banco di Sicilia, così come Unicredit Banca e Unicredit Banca di Roma, è stato incorporato nella capogruppo UniCredit, dando così luogo al progetto di Banca unica del gruppo. Il BdS perciò rimane esclusivamente come marchio per le agenzie UniCredit operanti in Sicilia.

## Direttori Generali
Tra i Direttori Generali dell'Istituto vi furono personaggi dell'economia, della finanza e della politica. Allora le cariche di direttore e presidente si sovrapponevano. Tra questi Emanuele Notarbartolo che resse la banca dal 1876 al 1890, che fu sostituito dall'onorevole Luigi Nervo. Poi seguì il senatore Giulio Benso, duca della Verdura. Negli anni 1920 del XX secolo il direttore fu Ignazio Mormino, quindi, negli anni 1930 Salvatore Badami. Nel 1968 Francesco Bignardi.

## Presidenti
Nel XX secolo tra i presidenti Giuseppe Dell'Oro, Carlo Bazan (1951-1964), Ciro de Martino, Giannino Parravicini (1979-1991), Gianfranco Imperatori, Salvatore Mancuso, Alfio Noto, Ivan Lo Bello.

## Edifici

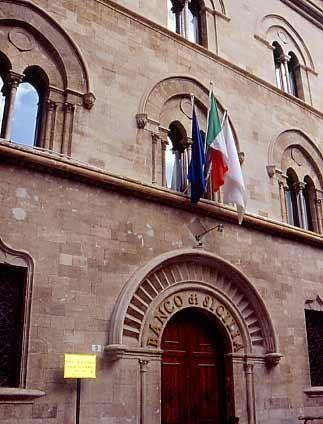
Palazzo di Xirinda, sede del BdS a Trapani.

La prima sede del Banco di Sicilia fu il Real Palazzo delle Finanze di Palermo, realizzato nel 1844 in cui l'architetto Francesco Paolo Palazzotto, primo ed unico architetto del Banco fino alla sua morte nel 1915, adeguò alcuni ambienti nella seconda parte del XIX secolo.
Rimarchevoli la sede di Trapani, sempre del Palazzotto, con motivi neogotici del 1908, la sede di Siracusa di Salvatore Caronia Roberti del 1925 e quella di Palermo, sempre del Caronia Roberti, degli anni 1932-1938, che sostituì il primo grandioso progetto del Palazzotto, per un edificio da costruirsi ove ora è il Palazzo delle Poste, non realizzatosi per la morte improvvisa dell'architetto e per lo scoppio della prima guerra mondiale.
La sede di Caltanissetta si deve invece all'architetto Antonio Zanca, del 1920 circa.